# Vilanòva de las Corbièras
Vilanòva de las Corbièras (en francès Villeneuve-les-Corbières) és un municipi francès situat al departament de l'Aude i a la regió d'Occitània.